# Felipe Seymour
Pour les articles homonymes, voir Seymour.
Felipe Seymour, né le 27 juillet 1987 à Santiago, est un footballeur chilien qui joue au poste de milieu défensif. 
Felipe Seymour est international chilien depuis 2010.

## Biographie
Felipe Seymour est ancien élève du prestigieux Colegio San Ignacio El Bosque.

## Palmarès
- Vainqueur du championnat du Chili (tournoi d'ouverture) en 2009 et 2011 avec l'Universidad de Chile